# Filippo Inzaghi
Filippo Inzaghi, detto Pippo (Piacenza, 9 agosto 1973), è un allenatore di calcio ed ex calciatore italiano, di ruolo attaccante, tecnico del Palermo.
È considerato uno dei migliori centravanti della sua generazione. Con la nazionale italiana è stato campione del mondo nel 2006 e vicecampione d'Europa nel 2000. A livello di club, ha vinto, con il Milan, la UEFA Champions League nel 2003 e nel 2007, la Supercoppa UEFA nel 2003 e nel 2007, il mondiale per club sempre nel 2007, e lo scudetto nel 2003-2004 e nel 2010-2011; con la Juventus, ha vinto lo scudetto 1997-1998 e la Coppa Intertoto UEFA 1999.
Nella classifica dei gol segnati nelle competizioni UEFA per club è sesto a quota 70 reti, (primo tra gli italiani) ed è decimo in quella della Champions League con 50 gol realizzati (primo tra gli italiani). Inoltre, è il calciatore che ha segnato più reti (2) in una singola finale di UEFA Champions League (edizione 2006-2007) a pari merito con altri sei calciatori.
Con la nazionale italiana, di cui ha fatto parte dal 1997 al 2007, vanta 57 presenze e 25 reti (sesto posto nella classifica storica dei cannonieri della rappresentativa italiana, alla pari con Adolfo Baloncieri e Alessandro Altobelli). Ha preso parte a tre edizioni del campionato mondiale (1998, 2002 e 2006, vinto dall'Italia), e ad una del campionato europeo (2000).

## Biografia
È il fratello maggiore di Simone, ex calciatore della Lazio ed allenatore dell’Al-Hilal. I due hanno anche condiviso una presenza in nazionale.
È legato sentimentalmente a Angela Robusti, agente matrimoniale, e la coppia ha due figli, Edoardo (2021) ed Emilia (2023). I due si sono sposati a Formentera nel giugno del 2024 dopo sette anni di relazione.

## Caratteristiche tecniche

### Giocatore
(Emiliano Mondonico)
Attaccante puro, estremamente rapido, era noto per la grande abilità nell'approfittare delle disattenzioni degli avversari e per il grande senso della posizione e fiuto del gol, doti che ne hanno fatto uno dei più prolifici attaccanti della sua generazione. Poco avvezzo ai ripiegamenti difensivi, agiva spesso sul filo del fuorigioco.

## Carriera

### Giocatore

#### Club

##### Gli inizi

Un giovane Inzaghi in azione con la maglia del Piacenza nella stagione 1994-1995

Si avvicina al calcio tramite il padre, tifoso del Milan, che lo conduce per la prima volta al Meazza di Milano a vedere il Mundialito per club 1983. Cresce calcisticamente nelle giovanili del Piacenza, che lo aveva prelevato dodicenne dal San Nicolò, formazione del suo paese natale. Con gli emiliani debutta tra i professionisti il 28 agosto 1991, a 18 anni, nella partita di ritorno del primo turno della Coppa Italia 1991-1992 Piacenza-Modena (1-1). Successivamente esordisce anche in Serie B nel corso della stagione 1991-1992 giocando due partite, la prima delle quali il 1º dicembre 1991 contro la Casertana nella quale subentra nei minuti finali, senza riuscire ad andare in rete.
Nella stagione seguente è ceduto in prestito in Serie C1 al Leffe, dove inizialmente è riserva di Maffioletti e Bonazzi. Segna il suo primo gol in carriera il 20 dicembre 1992 contro il Siena e a fine stagione totalizza 21 presenze e 13 reti.
Nel 1993, a 20 anni, passa in prestito in Serie B al Verona. Con i gialloblù scaligeri colleziona 36 presenze e 13 reti.
Nella stagione 1994-1995 ritorna al Piacenza, dove gioca con continuità realizzando 15 gol in 37 presenze, che consentono al club emiliano di passare in Serie A.

##### Parma

Inzaghi al nella stagione 1995-1996

Nell'estate 1995 è acquistato dal Parma per 5,9 miliardi di lire. L'allenatore parmense Nevio Scala, dà subito fiducia al calciatore, inserendolo nel giro dei titolari, seppur non in pianta stabile. Con i gialloblù ducali esordisce in Serie A il 27 agosto 1995 in Atalanta-Parma (1-1), prima giornata del campionato 1995-1996.
Nel mese di novembre, con la riapertura della sessione autunnale di calciomercato, il Napoli trova l'accordo con il Parma per il prestito con diritto di riscatto di Inzaghi, ma per vari motivi (tra cui alcune dichiarazioni dell'allenatore partenopeo Vujadin Boškov poco lusinghiere nei confronti dello stesso giocatore) la ratifica dell'accordo slitta di qualche giorno, consentendo a Inzaghi di giocare la partita di ritorno di Coppa delle Coppe contro l'Halmstad (l'andata era finita 3-0 per gli svedesi), in una sorta di partita d'addio alla squadra emiliana. In quella gara Inzaghi segna dopo un solo minuto e il Parma vince per 4-0, riuscendo così a passare il turno. Quella stessa sera Inzaghi diventa un idolo dei tifosi gialloblu e così il giorno seguente la famiglia Tanzi decide di bloccare il trasferimento dell'attaccante per tenerlo a Parma.
Il 29 ottobre 1995 segna il suo primo gol in Serie A nella vittoria per 3-2 contro la sua ex squadra, il Piacenza. Pochi mesi più tardi, durante un'amichevole contro i dilettanti del Collecchio, subisce un infortunio al piede sinistro, in seguito ad un urto contro il ginocchio di un avversario; Inzaghi rimane comunque in campo anche dopo lo scontro e segna anche un gol prima che l'allenatore lo obblighi a uscire. La diagnosi rileva la frattura del quinto metatarso e Inzaghi è costretto a circa tre mesi di stop.

##### Atalanta

Inzaghi in azione all' nella stagione 1996-1997

Nell'estate del 1996 passa all'Atalanta di Ivan Ruggeri e Maurizio Radici; quest'ultimo era già stato presidente del Leffe nel periodo in cui il centravanti ne aveva difeso i colori. Si aggiudica, primo atalantino a riuscire nell'impresa, il titolo di capocannoniere del campionato di Serie A 1996-1997 con 24 marcature, andando a segno contro 15 delle 17 squadre rivali: eguaglia così, dal punto di vista numerico, il primato di Platini, che nel 1983-1984 marcò almeno una rete ad altrettante avversarie (in un torneo con 16 partecipanti).
Il 9 marzo 1997 realizza la prima tripletta in A, risultando protagonista nella vittoria per 4-0 contro la Sampdoria.

##### Juventus
Nell'estate del 1997 è acquistato dalla Juventus per 20 miliardi di lire.
La sua prima stagione in bianconero inizia tra lo scetticismo generale: si dice che lui e Del Piero formerebbero una coppia d'attacco troppo leggera. I due rispondono con i fatti: Inzaghi segna 27 gol (18 in campionato, 6 in Champions League, uno in Coppa Italia e 2 in Supercoppa italiana) e Del Piero 32. In quella stagione Inzaghi vince la Supercoppa italiana (3-0 al Vicenza con una sua doppietta nella prima partita ufficiale in bianconero) e lo scudetto, conquistato alla penultima giornata grazie alla vittoria casalinga per 3-2 contro il Bologna, partita nella quale Inzaghi mette a segno una tripletta. In Champions League, invece, la Juventus perde in finale ad Amsterdam contro il Real Madrid per 0-1 grazie alla rete di Mijatović, con Inzaghi due volte vicino al gol.

Inzaghi esulta per la nella stagione 1997-1998, dopo una rete siglata al nella fase a gironi di Champions League.

Nella stagione 1998-1999, in un'annata nella quale i risultati per la Juventus non arrivano e l'allenatore bianconero Marcello Lippi si dimette a febbraio sostituito da Ancelotti, Inzaghi non fa comunque mancare il suo apporto di gol in tutta la stagione, segnando 20 reti e risultando il miglior marcatore della propria squadra. In Champions League i bianconeri sono eliminati in semifinale dal Manchester Utd: Inzaghi segna due reti nei primi 10 minuti della semifinale di ritorno, ma gli inglesi rimontano e vincono per 2-3. In questa annata Inzaghi realizza 6 gol nella massima competizione europea, fra cui una spettacolare rovesciata contro il Galatasaray il 16 settembre 1998 al Delle Alpi. In campionato invece la Juventus si piazza al settimo posto dopo aver perso lo spareggio per l'accesso alla Coppa UEFA contro l'Udinese, venendo così relegata alla disputa dell'accessoria Coppa Intertoto UEFA.
La stagione 1999-2000 si apre con la vittoria della Coppa Intertoto UEFA nel precampionato, anche grazie ai numerosi gol di Inzaghi, autore di 5 reti in semifinale contro il Rostov e 2 nella doppia finale contro il Rennes. In campionato la Juventus riesce a rimanere in testa alla classifica per quasi tutto il torneo e Inzaghi segna 15 gol fino a marzo, ma all'ultima giornata i bianconeri perdono in casa del Perugia per 1-0 sotto una pioggia incessante e lo scudetto va alla Lazio. Inoltre nel corso dell'annata nascono presunti dissapori con Del Piero, che non riesce a segnare su azione dopo il suo ritorno dall'infortunio.

Inzaghi in azione per la Juventus nel campionato 1999-2000

Nella stagione seguente Inzaghi non fa mancare i suoi gol in Serie A (11 reti), dove, dopo una rimonta, la Juventus si classifica al secondo posto dietro alla Roma, e anche in Champions League (5, tra cui una tripletta all'Amburgo) dove però la Juve è eliminata nella prima fase a gruppi. In totale nel corso della stagione realizza 16 gol risultando il miglior marcatore bianconero per il terzo anno consecutivo.

##### Milan

###### 2001-2007
Al termine della stagione Inzaghi viene acquistato dal Milan per 70 miliardi di lire (40 in contanti più Cristian Zenoni). Esordisce con la maglia della squadra milanese alla prima giornata di campionato in Brescia-Milan (2-2) del 26 agosto 2001 e segna il suo primo gol con i rossoneri nella giornata successiva contro la Fiorentina (9 settembre 2001, 5-2). Disputa una prima stagione con alti e bassi a causa di un grave infortunio al legamento collaterale mediale del ginocchio sinistro occorsogli a dicembre in uno scontro con il portiere del Chievo Lupatelli. Chiude la stagione con sole 10 reti in campionato, ma molte delle quali fondamentali per la rincorsa alla qualificazione alla Champions League dell'anno successivo.
Molto meglio va nella stagione 2002-2003, quando scende in campo 30 volte in campionato mettendo la palla in rete in 17 occasioni. Determinante inoltre il suo apporto in Champions League, dove con i suoi 12 gol trascina la squadra fino alla vittoria finale. Un centro per lui anche nella finale di ritorno di Coppa Italia, vinta contro la Roma, dove segna il gol del definitivo 2-2. In totale nell'intera stagione realizza 30 reti.
Una serie di infortuni alla schiena, al ginocchio, al gomito, ma soprattutto alla caviglia gli precludono la titolarità nelle due annate successive, in cui si deve sottoporre a due delicate operazioni chirurgiche e si deve accontentare di 43 partite totali con soli 8 gol, riuscendo comunque a conquistare una Supercoppa UEFA, uno scudetto ed una Supercoppa italiana.
Nella stagione 2005-2006, dopo aver recuperato dagli infortuni patiti, porta a termine un finale di stagione eccezionale, segnando con i rossoneri 12 gol in campionato e 4 in Champions League, tra cui una doppietta all'Olympique Lione nel ritorno dei quarti di finale, grazie alla quale i rossoneri passano il turno. Le prestazioni convincenti in Italia e in Europa gli valgono la convocazione da parte di Marcello Lippi (già suo allenatore nelle prime due stagioni alla Juventus) nella Nazionale vittoriosa al Mondiale di Germania 2006, dove riesce ad andare a segno, contro la Rep. Ceca, pur avendo giocato solo 33 minuti.
Nella stagione 2006-2007 è decisivo con il Milan in Champions League, dove segna i gol con i quali la squadra rossonera supera il preliminare con la Stella Rossa e soprattutto la doppietta con cui vince la finale di Atene contro il Liverpool, deviando una punizione di Pirlo e scattando sul filo del fuorigioco su assist di Kaká. Al termine dell'incontro Inzaghi è nominato "man of the match". La maglia preparata per tale partita e autografata da Inzaghi viene messa all'asta per beneficenza nei giorni seguenti. Il ricavato dell'asta, 17.335 euro, viene devoluto alla Fondazione Milan per il progetto di costruzione del reparto di Neonatologia e Terapia Intensiva dello Holy Family Hospital di Nazareth.

###### 2007-2012
Grazie alla vittoria della Champions League 2006-2007, il 31 agosto 2007 i rossoneri disputano la Supercoppa UEFA contro il Siviglia. Il Milan si aggiudica il titolo vincendo in rimonta per 3-1 e il momentaneo pareggio arriva proprio per opera di Inzaghi che segna con un colpo di testa su cross di Gattuso. Dopo la doppietta segnata allo Šachtar il 6 novembre 2007, Inzaghi raggiunge Gerd Müller a quota 62 gol nella classifica dei marcatori nelle competizioni UEFA. Supera il tedesco nella successiva partita europea disputata, segnando il suo 63º gol europeo contro il Celtic il 4 dicembre 2007. Inzaghi si rivela decisivo anche nella finale del Mondiale per club, giocata contro il Boca Juniors il 16 dicembre 2007: in questa partita realizza due delle quattro reti (entrambe su assist di Kaká) grazie alle quali il Milan si impone sulla formazione argentina con il risultato di 4-2, contribuendo a completare una tripletta di trofei internazionali che ai meneghini non riusciva dal 1990.
Il 24 febbraio 2008 Inzaghi, segnando contro il Palermo la rete del 2-1 finale, realizza il 90º gol con la maglia del Milan, che diventa così la squadra con cui Inzaghi ha segnato di più, essendosi fermato a 89 reti con la Juventus. Dopo la gara di ritorno di Champions League contro l'Arsenal del 4 marzo 2008, un'ernia inguinale lo tiene fermo per un mese. Torna nuovamente in campo il 5 aprile 2008 realizzando 10 gol in 7 partite: 2 reti contro il Cagliari (3-1), un'altra doppietta a Torino contro la Juventus (3-2 per i bianconeri), un gol contro la Reggina (5-1), una tripletta al Picchi contro il Livorno (4-1), un gol nel derby contro l'Inter (2-1) e un gol contro l'Udinese (4-1). Quest'ultima è la sua centesima marcatura con la maglia del Milan.

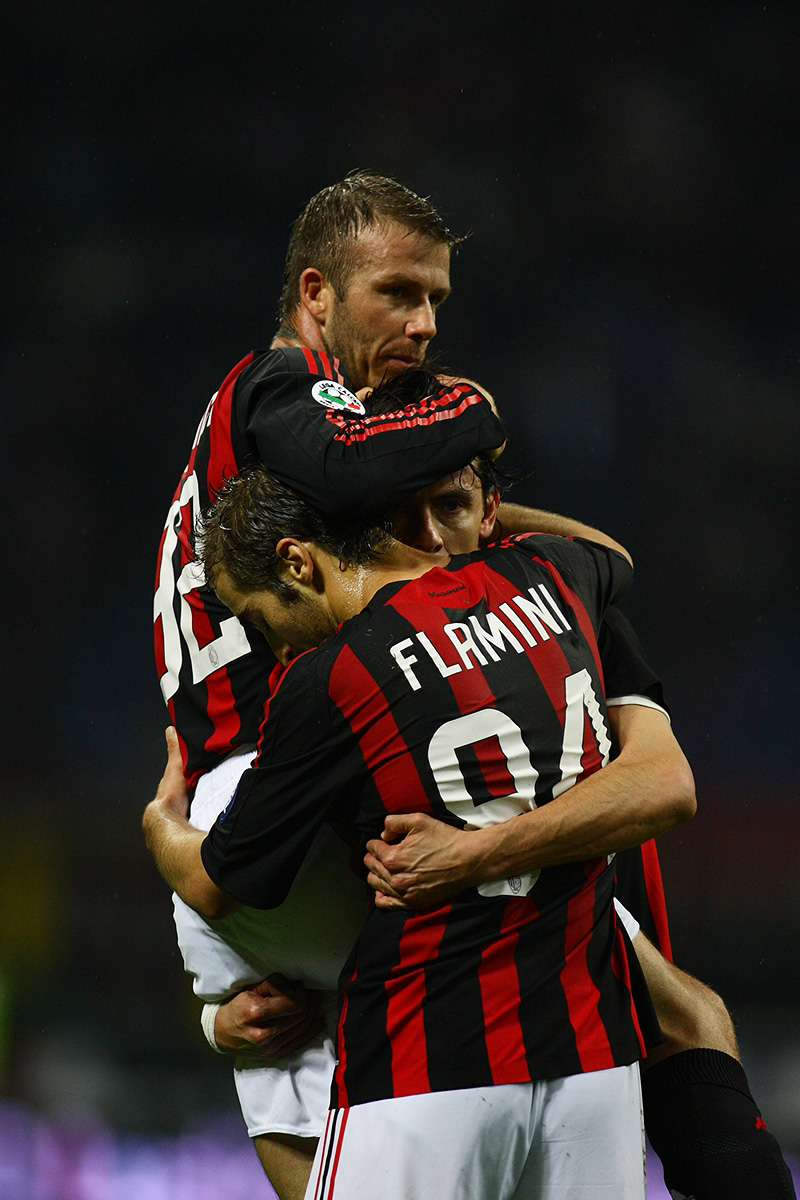
Inzaghi celebrato dai compagni dopo un gol al Torino nel campionato 2008-2009

Dopo essere stato raggiunto il 5 marzo 2008 in vetta alla classifica dei marcatori nelle competizioni UEFA per club a quota 63 reti da Raúl, stacca lo spagnolo il 23 ottobre 2008 realizzando il terzo gol rossonero contro gli olandesi dell'Heerenveen, 64º personale in Europa e 100º dei rossoneri in Coppa UEFA. Più volte raggiunto da Raúl, Inzaghi supera nuovamente l'allora capitano madridista il 15 settembre 2009 segnando il 68º gol nelle competizioni UEFA per club con una doppietta contro l'Olympique Marsiglia. Il 15 marzo 2009, segnando una doppietta nel 5-1 in casa del Siena, realizza il 300º gol in carriera (272 con squadre di club e 28 in Nazionale), festeggiato mostrando una maglia celebrativa rossonera recante il numero 300. Il 26 aprile 2009 realizza il 150º gol personale in Serie A, segnando la seconda rete dei rossoneri nella vittoria per 3-0 contro il Palermo a San Siro.
Nella stagione 2009-2010 Inzaghi segna la prima rete in campionato nel turno infrasettimanale contro il Napoli al San Paolo e dopo un lungo periodo passato in panchina torna al gol il 21 marzo 2010 nella gara casalinga del Milan sempre contro il Napoli, segnando la rete del pareggio di testa su assist di Ronaldinho. Il 21 maggio 2010 Inzaghi prolunga il contratto con il Milan, in scadenza nel giugno seguente, di un anno, fino al 30 giugno 2011.
Inzaghi inizia la stagione 2010-2011 segnando il gol del definitivo 4-0 a San Siro contro il Lecce nella prima giornata di campionato. Dopo essere stato superato da Raúl come miglior marcatore nelle competizioni UEFA per club il 20 ottobre 2010 (doppietta all'Hapoel Tel Aviv), il 3 novembre 2010 anche Inzaghi, nella partita del 4º turno della fase a gironi di Champions League 2010-2011 contro il Real Madrid, segna una doppietta che gli consente di raggiungere nuovamente lo spagnolo a quota 70 gol nelle competizioni UEFA per club e di superare Gerd Müller (69 reti) come primatista di reti nelle coppe europee. Allo stesso tempo raggiunge e supera Marco van Basten nella classifica dei cannonieri di tutti i tempi del Milan e diventa anche il più anziano giocatore a realizzare un gol in Champions League a 37 anni e 85 giorni, superando il precedente record del capitano interista Javier Zanetti. Successivamente è a sua volta superato da Ryan Giggs, che il 26 aprile 2011 nella semifinale di andata contro lo Schalke 04 segna in Champions League a 37 anni e 148 giorni. Il 10 novembre 2010, in occasione dell'incontro casalingo contro il Palermo valido per l'11ª giornata di campionato, si infortuna procurandosi la lesione del legamento crociato anteriore e del menisco esterno del ginocchio sinistro per le quali viene operato a Barcellona dal professor Ramon Cugat il 23 novembre seguente. Il 15 febbraio 2011 viene superato come migliore marcatore nelle competizioni UEFA per club da Raúl, che lo appaia anche in vetta alla classifica dei capocannonieri delle coppe europee. Il 7 maggio 2011 vince il suo secondo scudetto con i rossoneri a due giornate dal termine del campionato grazie allo 0-0 contro la Roma e una settimana più tardi, il 14 maggio 2011, a 185 giorni di distanza dall'infortunio, ritorna in campo contro il Cagliari, sostituendo Pato all'81º minuto di gioco.
Il 18 maggio 2011 rinnova il contratto con il Milan, in scadenza a fine stagione, fino al 30 giugno 2012. Dopo 11 anni passati con la maglia rossonera, l'11 maggio 2012 comunica ufficialmente che la stagione 2011-2012 è stata l'ultima con la maglia del Milan, come concordato con la società. Due giorni dopo, il 13 maggio, gioca la sua 300ª e ultima partita in rossonero a San Siro contro il Novara; entrato in campo nel corso del secondo tempo, segna anche la sua ultima rete (156º gol in Serie A e unico stagionale) che vale la vittoria finale per 2-1. Quel pomeriggio Inzaghi diventa anche il quarto giocatore per anzianità nella storia del Milan, essendo sceso in campo all'età di 38 anni, 9 mesi e 4 giorni: fino ad allora, soltanto Alessandro Costacurta, Paolo Maldini ed Enrico Albertosi avevano disputato una partita ufficiale con il Milan avendo un'età maggiore della sua.
Con il Milan ha vinto due Champions League, due Supercoppe Europee, una Coppa del mondo per club, due scudetti, una Coppa Italia e due Supercoppe italiane. In totale con la maglia del Milan ha collezionato 300 presenze e 126 gol.

#### Nazionale

##### Nazionali giovanili
Inzaghi esordisce nella nazionale Under-21 il 22 dicembre 1993 nell'amichevole Italia-Israele (0-0). L'anno seguente prende parte alla fase finale dell'Europeo Under-21, vinto dagli azzurrini, giocando il ritorno dei quarti di finale contro la Cecoslovacchia e la finale contro il Portogallo.
Nel biennio successivo disputa le qualificazioni per l'Europeo Under-21 (7 partite e 2 gol) ed è convocato per la fase finale dell'Europeo Under-21 1996 in Spagna, ma viene poi sostituito da Francesco Totti per un infortunio alla caviglia. In totale con la nazionale Under-21 ha giocato 14 partite e ha realizzato 3 gol.

##### Nazionale maggiore

Inzaghi (in piedi, secondo da destra) in nazionale a Bologna nel 1999, per la gara contro il valevole per le qualificazioni al

Convocato dal CT Cesare Maldini, debutta con la nazionale l'8 giugno 1997, a 23 anni, nella partita Italia-Brasile (3-3), valida per il Torneo di Francia.
Partecipa al campionato del mondo 1998 in Francia, giocando due spezzoni di partita e regalando un assist a Roberto Baggio per il secondo gol azzurro nella partita contro l'Austria (2-1). Il 18 novembre 1998 segna le prime reti con la maglia della nazionale grazie alla doppietta realizzata nell'amichevole di Salerno contro la Spagna.

Inzaghi in maglia azzurra a Milano nel 2003, mentre esulta per la sua tripletta ai gallesi nelle qualificazioni al

Nelle qualificazioni a Euro 2000, con il CT Dino Zoff, è il miglior marcatore azzurro con 3 reti, al pari di Christian Vieri. Al campionato d'Europa 2000, vista anche l'assenza di Vieri per infortunio, viene schierato come centravanti titolare e realizza due reti: prima trasforma il rigore decisivo contro la Turchia al debutto (2-1), poi segna nei quarti contro la Romania (2-0). Tuttavia, non scende in campo nella finale della manifestazione, persa per 2-1 contro la Francia a Rotterdam, nella quale gli viene preferito Marco Delvecchio, peraltro autore del gol dell'Italia.
Nelle successive qualificazioni mondiali, con il CT Giovanni Trapattoni, è nuovamente il capocannoniere azzurro con 7 reti: l'attaccante segna - tra l'altro - tre doppiette contro Ungheria, Romania e Lituania. Nella fase finale del campionato del mondo 2002 disputa due partite, vedendosi annullare un gol (parso regolare ai più) contro la Croazia.
Nelle qualificazioni a Euro 2004 è il miglior marcatore azzurro con 6 reti (di cui 3 reti il 6 settembre 2003 contro il Galles, prima e unica tripletta con la maglia della nazionale) e secondo assoluto alle spalle dello sloveno Ermin Šiljak (8 gol), ma il tecnico Trapattoni non lo convoca per la fase finale della manifestazione, anche a causa di una stagione in cui aveva giocato poco con il Milan per via di alcuni infortuni, preferendogli Marco Di Vaio.
Convocato dal CT Marcello Lippi, partecipa al campionato del mondo 2006 in Germania vinto dall'Italia. Inzaghi scende in campo in una sola occasione, entrando a partita in corso, riuscendo comunque a mettersi in evidenza: il 22 giugno contro la Rep. Ceca, finalizzando un veloce contropiede, mette a segno il gol del 2-0 con cui l'Italia chiude la partita (primo e unico goal in un mondiale per lui) e ipoteca il passaggio agli ottavi di finale come prima classificata nel girone E. Il 9 luglio 2006, a quasi 33 anni, festeggia con i suoi compagni la vittoria della Coppa del Mondo.
Dopo il Mondiale è impiegato in 6 partite delle qualificazioni a Euro 2008, nelle quali segna 3 reti, di cui le ultime 2 contro le Fær Øer il 2 giugno 2007, ma il tecnico Roberto Donadoni non lo convoca per la fase finale della manifestazione. La sua ultima partita in nazionale è stata quella disputata l'8 settembre 2007, a 34 anni, contro la Francia (0-0).
In totale con la nazionale italiana ha disputato 57 partite segnando 25 reti, grazie alle quali è al sesto posto nella classifica dei marcatori dell'Italia: lo precedono solo Gigi Riva (35), Giuseppe Meazza (33), Silvio Piola (30), Roberto Baggio e Alessandro Del Piero (27).

### Allenatore

#### Milan

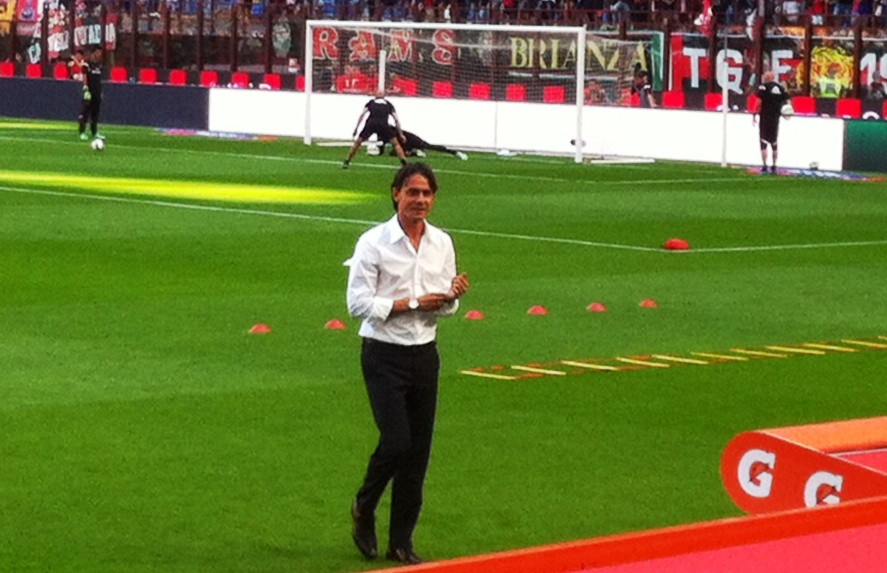
Inzaghi a San Siro nel prepartita di Milan- del 31 agosto 2014, gara che segnò il suo esordio da allenatore in Serie A

Dopo il ritiro, accetta l'incarico di allenatore degli Allievi Nazionali rossoneri: il contratto sarà valido per le stagioni 2012-13 e 2013-14. Il 10 dicembre 2012 inizia il corso di Coverciano, per ottenere l'abilitazione a tecnico professionista. La stagione si conclude con il raggiungimento della fase finale del Campionato di categoria, in cui la squadra è eliminata dall'Empoli in semifinale. Il 7 giugno 2013 diviene allenatore della formazione Primavera, che condurrà a vincere il Torneo di Viareggio nel febbraio 2014.
Il 9 giugno 2014 viene promosso a tecnico della prima squadra, sostituendo Clarence Seedorf. Esordisce da allenatore professionista alla prima giornata del campionato di Serie A 2014-2015, con i rossoneri vittoriosi per 3-1 sulla Lazio. A fine stagione ottiene il decimo posto in campionato (13 vittorie, 13 pareggi, 12 sconfitte), che comporta l'esclusione dalle coppe europee della squadra per il secondo anno consecutivo, fatto che non avveniva dalla stagione 1997-1998. A giugno non viene riconfermato, nonostante il contratto fosse valido per un'altra stagione.

#### Venezia
Il 7 giugno 2016 viene scelto come nuovo allenatore del Venezia, club neopromosso in Lega Pro, in sostituzione di Giancarlo Favarin. Il 15 aprile 2017, il Venezia vince il campionato e viene promosso in Serie B con tre giornate di anticipo, grazie al pareggio interno col Fano. Il 26 aprile seguente, Inzaghi ottiene anche il trofeo della Coppa Italia Lega Pro ai danni del Matera, vincendo la doppia finale con il punteggio complessivo di 3-2.
Nel campionato di Serie B 2017-2018 raggiunge i play-off con tre giornate di anticipo, posizionandosi in quinta posizione nella classifica generale; la squadra lagunare si ferma in semifinale, eliminata dal Palermo dopo aver pareggiato per 1-1 in casa e perso per 1-0 in trasferta.

#### Bologna
Dopo essersi dimesso da tecnico del Venezia, il 13 giugno 2018 diventa il nuovo allenatore del Bologna. Il club felsineo aveva infatti ufficializzato, pochi giorni prima della disputa dei play-off da parte del Venezia, l'ingaggio di Inzaghi come tecnico per la nuova stagione, in sostituzione di Roberto Donadoni.
Alla sua seconda esperienza da allenatore in Serie A, ottiene 2 vittorie, 7 pareggi e 10 sconfitte: la squadra chiude la prima parte di campionato al 18º posto e con 13 punti. In Coppa Italia, invece, il Bologna riesce a qualificarsi agli ottavi di finale, dove viene eliminato dalla Juventus. Il club rossoblù inizia il 2019 con un pareggio e una sconfitta per 4-0 contro il Frosinone, diretta concorrente per la salvezza e in seguito a questa disfatta il 28 gennaio viene esonerato e sostituito da Siniša Mihajlović.

#### Benevento
Il 22 giugno 2019 viene nominato nuovo tecnico del Benevento, in Serie B. Dopo una stagione condotta saldamente al primo posto della classifica, battendo numerosi record per la categoria (promozione con maggiore anticipo sulla fine del campionato, numero di punti nella B a 20 squadre, miglior attacco e difesa) la squadra campana ottiene, con sette turni di anticipo (record per la categoria), il 29 giugno 2020, l'aritmetica promozione in Serie A da capolista (la seconda della sua storia), vincendo la Coppa Ali della Vittoria. Termina il campionato con sole 4 sconfitte in 38 partite e un distacco di 18 punti sul Crotone, secondo.
Nel campionato di Serie A 2020-2021, dopo un girone di andata fruttuoso, il Benevento ha un crollo di rendimento nel girone di ritorno, in cui raccoglie solo una vittoria (sul campo della Juventus) in diciannove partite, retrocedendo in Serie B al termine della penultima giornata di campionato.

#### Brescia
Il 9 giugno 2021 viene nominato nuovo tecnico del Brescia, in Serie B. A lungo in lizza per il primo posto della classifica nel campionato cadetto, la squadra ottiene 3 punti in 4 partite prima della sosta per le nazionali di metà marzo, scivolando al quinto posto. A causa del bilancio delle ultime settimane e il deterioramento dei rapporti con il presidente Massimo Cellino (andato vicino a esonerarlo già a febbraio), viene esonerato il 23 marzo 2022.

#### Reggina
Il 12 luglio 2022 diventa il nuovo allenatore della Reggina, nel campionato cadetto; dopo una prima parte di campionato condotta ai vertici della classifica, conduce la squadra al settimo posto finale con cinque punti di penalizzazione, con qualificazione ai play-off, da cui i calabresi vengono eliminati dal Südtirol al primo turno. Inzaghi e il suo staff vengono inizialmente confermati per la stagione seguente nonostante i problemi finanziari del club, salvo poi risultare di fatto senza squadra in seguito al mancato tesseramento da parte degli amaranto per la stagione sportiva 2023-2024.

#### Salernitana
Il 10 ottobre 2023 viene ingaggiato dalla Salernitana, in Serie A, sostituendo l'esonerato Paulo Sousa. Dopo 16 partite di campionato (2 vittorie, 4 pareggi e 10 sconfitte) e 2 di Coppa Italia (eliminato dalla Juventus) l'11 febbraio 2024, con la squadra all'ultimo posto, viene esonerato dalla società e sostituito con Fabio Liverani.

#### Pisa
Il 3 luglio 2024 viene ingaggiato come tecnico del Pisa, in Serie B. Il 4 maggio 2025, in virtù della sconfitta dello Spezia, raggiunge la matematica promozione in Serie A, nonostante la sconfitta esterna contro il Bari, facendo tornare i toscani in massima serie dopo 34 anni; per Inzaghi si tratta della terza promozione dopo quelle raggiunte con Venezia e Benevento.

#### Palermo
Il 17 giugno 2025, viene ufficializzato come nuovo tecnico del Palermo, sempre in Serie B.

## Statistiche
Tra club, nazionale maggiore e nazionali giovanili, Inzaghi ha giocato globalmente 695 partite segnando 316 reti, alla media di 0,45 gol a partita.

### Presenze e reti nei club
| Stagione        | Squadra         | Campionato      | Campionato | Campionato | Coppe nazionali | Coppe nazionali | Coppe nazionali | Coppe continentali | Coppe continentali | Coppe continentali | Altre coppe | Altre coppe | Altre coppe | Totale | Totale |
| Stagione        | Squadra         | Comp            | Pres       | Reti       | Comp            | Pres            | Reti            | Comp               | Pres               | Reti               | Comp        | Pres        | Reti        | Pres   | Reti   |
| --------------- | --------------- | --------------- | ---------- | ---------- | --------------- | --------------- | --------------- | ------------------ | ------------------ | ------------------ | ----------- | ----------- | ----------- | ------ | ------ |
| 1991-1992       | Piacenza        | B               | 2          | 0          | CI              | 1               | 0               | -                  | -                  | -                  | -           | -           | -           | 3      | 0      |
| 1992-1993       | Leffe           | C1              | 21         | 13         | CI-C            | 1               | 0               | -                  | -                  | -                  | -           | -           | -           | 22     | 13     |
| 1993-1994       | Verona          | B               | 36         | 13         | CI              | 1               | 1               | -                  | -                  | -                  | -           | -           | -           | 37     | 14     |
| 1994-1995       | Piacenza        | B               | 37         | 15         | CI              | 4               | 2               | CAI                | 0                  | 0                  | -           | -           | -           | 41     | 17     |
| Totale Piacenza | Totale Piacenza | Totale Piacenza | 39         | 15         |                 | 5               | 2               |                    | -                  | -                  |             | -           | -           | 44     | 17     |
| 1995-1996       | Parma           | A               | 15         | 2          | CI              | 1               | 0               | CdC                | 6                  | 2                  | -           | -           | -           | 22     | 4      |
| 1996-1997       | Atalanta        | A               | 33         | 24         | CI              | 1               | 1               | -                  | -                  | -                  | -           | -           | -           | 34     | 25     |
| 1997-1998       | Juventus        | A               | 31         | 18         | CI              | 4               | 1               | UCL                | 10                 | 6                  | SI          | 1           | 2           | 46     | 27     |
| 1998-1999       | Juventus        | A               | 28+2       | 13+1       | CI              | 1               | 0               | UCL                | 10                 | 6                  | SI          | 1           | 0           | 42     | 20     |
| 1999-2000       | Juventus        | A               | 33         | 15         | CI              | 2               | 1               | Int.+CU            | 4+4                | 7+3                | -           | -           | -           | 43     | 26     |
| 2000-2001       | Juventus        | A               | 28         | 11         | CI              | 0               | 0               | UCL                | 6                  | 5                  | -           | -           | -           | 34     | 16     |
| Totale Juventus | Totale Juventus | Totale Juventus | 120+2      | 57+1       |                 | 7               | 2               |                    | 34                 | 27                 |             | 2           | 2           | 165    | 89     |
| 2001-2002       | Milan           | A               | 20         | 10         | CI              | 1               | 2               | CU                 | 7                  | 4                  | -           | -           | -           | 28     | 16     |
| 2002-2003       | Milan           | A               | 30         | 17         | CI              | 3               | 1               | UCL                | 16                 | 12                 | -           | -           | -           | 49     | 30     |
| 2003-2004       | Milan           | A               | 14         | 3          | CI              | 3               | 2               | UCL                | 8                  | 2                  | SI+SU+CInt  | 1+1+1       | 0           | 28     | 7      |
| 2004-2005       | Milan           | A               | 11         | 0          | CI              | 2               | 0               | UCL                | 2                  | 1                  | SI          | 0           | 0           | 15     | 1      |
| 2005-2006       | Milan           | A               | 23         | 12         | CI              | 2               | 1               | UCL                | 6                  | 4                  | -           | -           | -           | 31     | 17     |
| 2006-2007       | Milan           | A               | 20         | 2          | CI              | 5               | 3               | UCL                | 12                 | 6                  | -           | -           | -           | 37     | 11     |
| 2007-2008       | Milan           | A               | 21         | 11         | CI              | 0               | 0               | UCL                | 5                  | 4                  | SU+Cmc      | 1+2         | 1+2         | 29     | 18     |
| 2008-2009       | Milan           | A               | 26         | 13         | CI              | 0               | 0               | CU                 | 6                  | 3                  | -           | -           | -           | 32     | 16     |
| 2009-2010       | Milan           | A               | 24         | 2          | CI              | 2               | 1               | UCL                | 7                  | 2                  | -           | -           | -           | 33     | 5      |
| 2010-2011       | Milan           | A               | 6          | 2          | CI              | 0               | 0               | UCL                | 3                  | 2                  | -           | -           | -           | 9      | 4      |
| 2011-2012       | Milan           | A               | 7          | 1          | CI              | 2               | 0               | UCL                | 0                  | 0                  | SI          | 0           | 0           | 9      | 1      |
| Totale Milan    | Totale Milan    | Totale Milan    | 202        | 73         |                 | 20              | 10              |                    | 72                 | 40                 |             | 6           | 3           | 300    | 126    |
| Totale carriera | Totale carriera | Totale carriera | 468        | 198        |                 | 36              | 16              |                    | 112                | 69                 |             | 8           | 5           | 624    | 291    |

### Cronologia presenze e reti in nazionale
| Cronologia completa delle presenze e delle reti in nazionale ― Italia | Cronologia completa delle presenze e delle reti in nazionale ― Italia | Cronologia completa delle presenze e delle reti in nazionale ― Italia | Cronologia completa delle presenze e delle reti in nazionale ― Italia | Cronologia completa delle presenze e delle reti in nazionale ― Italia | Cronologia completa delle presenze e delle reti in nazionale ― Italia | Cronologia completa delle presenze e delle reti in nazionale ― Italia | Cronologia completa delle presenze e delle reti in nazionale ― Italia |
| Data                                                                  | Città                                                                 | In casa                                                               | Risultato                                                             | Ospiti                                                                | Competizione                                                          | Reti                                                                  | Note                                                                  |
| --------------------------------------------------------------------- | --------------------------------------------------------------------- | --------------------------------------------------------------------- | --------------------------------------------------------------------- | --------------------------------------------------------------------- | --------------------------------------------------------------------- | --------------------------------------------------------------------- | --------------------------------------------------------------------- |
| 8-6-1997                                                              | Lione                                                                 | Italia                                                                | 3 – 3                                                                 | Brasile                                                               | Torneo di Francia                                                     | -                                                                     | 58’                                                                   |
| 10-9-1997                                                             | Tbilisi                                                               | Georgia                                                               | 0 – 0                                                                 | Italia                                                                | Qual. Mondiali 1998                                                   | -                                                                     | 80’                                                                   |
| 11-10-1997                                                            | Roma                                                                  | Italia                                                                | 0 – 0                                                                 | Inghilterra                                                           | Qual. Mondiali 1998                                                   | -                                                                     | 46’                                                                   |
| 28-1-1998                                                             | Catania                                                               | Italia                                                                | 3 – 0                                                                 | Slovacchia                                                            | Amichevole                                                            | -                                                                     | 66’                                                                   |
| 11-6-1998                                                             | Bordeaux                                                              | Italia                                                                | 2 – 2                                                                 | Cile                                                                  | Mondiali 1998 - 1º turno                                              | -                                                                     | 70’                                                                   |
| 23-6-1998                                                             | Saint-Denis                                                           | Italia                                                                | 2 – 1                                                                 | Austria                                                               | Mondiali 1998 - 1º turno                                              | -                                                                     | 60’                                                                   |
| 10-10-1998                                                            | Udine                                                                 | Italia                                                                | 2 – 0                                                                 | Svizzera                                                              | Qual. Euro 2000                                                       | -                                                                     |                                                                       |
| 18-11-1998                                                            | Salerno                                                               | Italia                                                                | 2 – 2                                                                 | Spagna                                                                | Amichevole                                                            | 2                                                                     |                                                                       |
| 16-12-1998                                                            | Roma                                                                  | Italia                                                                | 6 – 2                                                                 | World Stars                                                           | Amichevole                                                            | 1                                                                     | 46’                                                                   |
| 27-3-1999                                                             | Copenaghen                                                            | Danimarca                                                             | 1 – 2                                                                 | Italia                                                                | Qual. Euro 2000                                                       | 1                                                                     |                                                                       |
| 31-3-1999                                                             | Ancona                                                                | Italia                                                                | 1 – 1                                                                 | Bielorussia                                                           | Qual. Euro 2000                                                       | 1                                                                     |                                                                       |
| 28-4-1999                                                             | Zagabria                                                              | Croazia                                                               | 0 – 0                                                                 | Italia                                                                | Amichevole                                                            | -                                                                     | 79’                                                                   |
| 5-6-1999                                                              | Bologna                                                               | Italia                                                                | 4 – 0                                                                 | Galles                                                                | Qual. Euro 2000                                                       | 1                                                                     | 80’                                                                   |
| 9-6-1999                                                              | Losanna                                                               | Svizzera                                                              | 0 – 0                                                                 | Italia                                                                | Qual. Euro 2000                                                       | -                                                                     |                                                                       |
| 8-9-1999                                                              | Napoli                                                                | Italia                                                                | 2 – 3                                                                 | Danimarca                                                             | Qual. Euro 2000                                                       | -                                                                     |                                                                       |
| 9-10-1999                                                             | Minsk                                                                 | Bielorussia                                                           | 0 – 0                                                                 | Italia                                                                | Qual. Euro 2000                                                       | -                                                                     |                                                                       |
| 13-11-1999                                                            | Lecce                                                                 | Italia                                                                | 1 – 3                                                                 | Belgio                                                                | Amichevole                                                            | -                                                                     | 68’                                                                   |
| 23-2-2000                                                             | Palermo                                                               | Italia                                                                | 1 – 0                                                                 | Svezia                                                                | Amichevole                                                            | -                                                                     | 60’                                                                   |
| 29-3-2000                                                             | Barcellona                                                            | Spagna                                                                | 2 – 0                                                                 | Italia                                                                | Amichevole                                                            | -                                                                     | 46’                                                                   |
| 26-4-2000                                                             | Reggio Calabria                                                       | Italia                                                                | 2 – 0                                                                 | Portogallo                                                            | Amichevole                                                            | -                                                                     |                                                                       |
| 3-6-2000                                                              | Oslo                                                                  | Norvegia                                                              | 1 – 0                                                                 | Italia                                                                | Amichevole                                                            | -                                                                     | 77’                                                                   |
| 11-6-2000                                                             | Arnhem                                                                | Turchia                                                               | 1 – 2                                                                 | Italia                                                                | Euro 2000 - 1º turno                                                  | 1                                                                     |                                                                       |
| 14-6-2000                                                             | Bruxelles                                                             | Italia                                                                | 2 – 0                                                                 | Belgio                                                                | Euro 2000 - 1º turno                                                  | -                                                                     | 77’                                                                   |
| 24-6-2000                                                             | Bruxelles                                                             | Italia                                                                | 2 – 0                                                                 | Romania                                                               | Euro 2000 - Quarti di finale                                          | 1                                                                     |                                                                       |
| 29-6-2000                                                             | Amsterdam                                                             | Italia                                                                | 0 – 0 dts (3 - 1 dtr)                                                 | Paesi Bassi                                                           | Euro 2000 - Semifinale                                                | -                                                                     | 67’                                                                   |
| 3-9-2000                                                              | Budapest                                                              | Ungheria                                                              | 2 – 2                                                                 | Italia                                                                | Qual. Mondiali 2002                                                   | 2                                                                     |                                                                       |
| 7-10-2000                                                             | Milano                                                                | Italia                                                                | 3 – 0                                                                 | Romania                                                               | Qual. Mondiali 2002                                                   | 1                                                                     | 80’                                                                   |
| 15-11-2000                                                            | Torino                                                                | Italia                                                                | 1 – 0                                                                 | Inghilterra                                                           | Amichevole                                                            | -                                                                     | 72’                                                                   |
| 28-2-2001                                                             | Roma                                                                  | Italia                                                                | 1 – 2                                                                 | Argentina                                                             | Amichevole                                                            | -                                                                     |                                                                       |
| 24-3-2001                                                             | Bucarest                                                              | Romania                                                               | 0 – 2                                                                 | Italia                                                                | Qual. Mondiali 2002                                                   | 2                                                                     | 86’                                                                   |
| 28-3-2001                                                             | Trieste                                                               | Italia                                                                | 4 – 0                                                                 | Lituania                                                              | Qual. Mondiali 2002                                                   | 2                                                                     | 69’                                                                   |
| 25-4-2001                                                             | Perugia                                                               | Italia                                                                | 1 – 0                                                                 | Sudafrica                                                             | Amichevole                                                            | -                                                                     | 46’                                                                   |
| 1-9-2001                                                              | Kaunas                                                                | Lituania                                                              | 0 – 0                                                                 | Italia                                                                | Qual. Mondiali 2002                                                   | -                                                                     | 60’                                                                   |
| 5-9-2001                                                              | Piacenza                                                              | Italia                                                                | 1 – 0                                                                 | Marocco                                                               | Amichevole                                                            | -                                                                     |                                                                       |
| 6-10-2001                                                             | Parma                                                                 | Italia                                                                | 1 – 0                                                                 | Ungheria                                                              | Qual. Mondiali 2002                                                   | -                                                                     |                                                                       |
| 7-11-2001                                                             | Saitama                                                               | Giappone                                                              | 1 – 1                                                                 | Italia                                                                | Amichevole                                                            | -                                                                     | 87’                                                                   |
| 17-4-2002                                                             | Milano                                                                | Italia                                                                | 1 – 1                                                                 | Uruguay                                                               | Amichevole                                                            | -                                                                     | 46’                                                                   |
| 18-5-2002                                                             | Praga                                                                 | Rep. Ceca                                                             | 1 – 0                                                                 | Italia                                                                | Amichevole                                                            | -                                                                     | 46’                                                                   |
| 8-6-2002                                                              | Kashima                                                               | Italia                                                                | 1 – 2                                                                 | Croazia                                                               | Mondiali 2002 - 1º turno                                              | -                                                                     | 79’                                                                   |
| 13-6-2002                                                             | Ōita                                                                  | Italia                                                                | 1 – 1                                                                 | Messico                                                               | Mondiali 2002 - 1º turno                                              | -                                                                     | 56’                                                                   |
| 21-8-2002                                                             | Trieste                                                               | Italia                                                                | 0 – 1                                                                 | Slovenia                                                              | Amichevole                                                            | -                                                                     | 46’                                                                   |
| 7-9-2002                                                              | Baku                                                                  | Azerbaigian                                                           | 0 – 2                                                                 | Italia                                                                | Qual. Euro 2004                                                       | -                                                                     | 76’                                                                   |
| 12-10-2002                                                            | Napoli                                                                | Italia                                                                | 1 – 1                                                                 | Serbia e Montenegro                                                   | Qual. Euro 2004                                                       | -                                                                     |                                                                       |
| 20-11-2002                                                            | Pescara                                                               | Italia                                                                | 1 – 1                                                                 | Turchia                                                               | Amichevole                                                            | -                                                                     | 46’                                                                   |
| 12-2-2003                                                             | Genova                                                                | Italia                                                                | 1 – 0                                                                 | Portogallo                                                            | Amichevole                                                            | -                                                                     | 72’                                                                   |
| 6-9-2003                                                              | Milano                                                                | Italia                                                                | 4 – 0                                                                 | Galles                                                                | Qual. Euro 2004                                                       | 3                                                                     | 74’                                                                   |
| 10-9-2003                                                             | Belgrado                                                              | Serbia e Montenegro                                                   | 1 – 1                                                                 | Italia                                                                | Qual. Euro 2004                                                       | 1                                                                     | 64’                                                                   |
| 11-10-2003                                                            | Reggio Calabria                                                       | Italia                                                                | 4 – 0                                                                 | Azerbaigian                                                           | Qual. Euro 2004                                                       | 2                                                                     |                                                                       |
| 2-6-2006                                                              | Losanna                                                               | Italia                                                                | 0 – 0                                                                 | Ucraina                                                               | Amichevole                                                            | -                                                                     | 58’                                                                   |
| 22-6-2006                                                             | Amburgo                                                               | Rep. Ceca                                                             | 0 – 2                                                                 | Italia                                                                | Mondiali 2006 - 1º turno                                              | 1                                                                     | 60’                                                                   |
| 2-9-2006                                                              | Napoli                                                                | Italia                                                                | 1 – 1                                                                 | Lituania                                                              | Qual. Euro 2008                                                       | 1                                                                     | 86’                                                                   |
| 6-9-2006                                                              | Saint-Denis                                                           | Francia                                                               | 3 – 1                                                                 | Italia                                                                | Qual. Euro 2008                                                       | -                                                                     | 73’                                                                   |
| 7-10-2006                                                             | Roma                                                                  | Italia                                                                | 2 – 0                                                                 | Ucraina                                                               | Qual. Euro 2008                                                       | -                                                                     | 85’                                                                   |
| 2-6-2007                                                              | Tórshavn                                                              | Fær Øer                                                               | 1 – 2                                                                 | Italia                                                                | Qual. Euro 2008                                                       | 2                                                                     | 58’                                                                   |
| 6-6-2007                                                              | Kaunas                                                                | Lituania                                                              | 0 – 2                                                                 | Italia                                                                | Qual. Euro 2008                                                       | -                                                                     |                                                                       |
| 22-8-2007                                                             | Budapest                                                              | Ungheria                                                              | 3 – 1                                                                 | Italia                                                                | Amichevole                                                            | -                                                                     | 46’                                                                   |
| 8-9-2007                                                              | Milano                                                                | Italia                                                                | 0 – 0                                                                 | Francia                                                               | Qual. Euro 2008                                                       | -                                                                     | 65’                                                                   |
| Totale                                                                |                                                                       | Presenze                                                              | 57                                                                    |                                                                       | Reti (6º posto)                                                       | 25                                                                    |                                                                       |

### Statistiche da allenatore
Statistiche aggiornate al 17 giugno 2025. In grassetto le competizioni vinte.
| Stagione            | Squadra          | Campionato       | Campionato | Campionato | Campionato | Campionato | Coppe nazionali | Coppe nazionali | Coppe nazionali | Coppe nazionali | Coppe nazionali | Coppe continentali | Coppe continentali | Coppe continentali | Coppe continentali | Coppe continentali | Altre coppe | Altre coppe | Altre coppe | Altre coppe | Altre coppe | Totale | Totale | Totale | Totale | % Vittorie | Piazzamento |
| Stagione            | Squadra          | Comp             | G          | V          | N          | P          | Comp            | G               | V               | N               | P               | Comp               | G                  | V                  | N                  | P                  | Comp        | G           | V           | N           | P           | G      | V      | N      | P      | %          | Piazzamento |
| ------------------- | ---------------- | ---------------- | ---------- | ---------- | ---------- | ---------- | --------------- | --------------- | --------------- | --------------- | --------------- | ------------------ | ------------------ | ------------------ | ------------------ | ------------------ | ----------- | ----------- | ----------- | ----------- | ----------- | ------ | ------ | ------ | ------ | ---------- | ----------- |
| 2014-2015           | Milan            | A                | 38         | 13         | 13         | 12         | CI              | 2               | 1               | 0               | 1               | -                  | -                  | -                  | -                  | -                  | -           | -           | -           | -           | -           | 40     | 14     | 13     | 13     | 35,00      | 10º         |
| 2016-2017           | Venezia          | LP               | 38         | 23         | 11         | 4          | CI-LP           | 9               | 5               | 3               | 1               | -                  | -                  | -                  | -                  | -                  | SC-LP       | 2           | 1           | 0           | 1           | 49     | 29     | 14     | 6      | 59,18      | 1º (prom.)  |
| 2017-2018           | Venezia          | B                | 42+3       | 17+1       | 16+1       | 9+1        | CI              | 1               | 0               | 0               | 1               | -                  | -                  | -                  | -                  | -                  | -           | -           | -           | -           | -           | 46     | 18     | 17     | 11     | 39,13      | 5º          |
| Totale Venezia      | Totale Venezia   | Totale Venezia   | 83         | 41         | 28         | 14         |                 | 10              | 5               | 3               | 2               |                    | -                  | -                  | -                  | -                  |             | 2           | 1           | 0           | 1           | 95     | 47     | 31     | 17     | 49,47      |             |
| 2018-gen. 2019      | Bologna          | A                | 21         | 2          | 8          | 11         | CI              | 3               | 2               | 0               | 1               | -                  | -                  | -                  | -                  | -                  | -           | -           | -           | -           | -           | 24     | 4      | 8      | 12     | 16,67      | Eson.       |
| 2019-2020           | Benevento        | B                | 38         | 26         | 8          | 4          | CI              | 1               | 0               | 0               | 1               | -                  | -                  | -                  | -                  | -                  | -           | -           | -           | -           | -           | 39     | 26     | 8      | 5      | 66,67      | 1º (prom.)  |
| 2020-2021           | Benevento        | A                | 38         | 7          | 12         | 19         | CI              | 1               | 0               | 0               | 1               | -                  | -                  | -                  | -                  | -                  | -           | -           | -           | -           | -           | 39     | 7      | 12     | 20     | 17,95      | 18º (retr.) |
| Totale Benevento    | Totale Benevento | Totale Benevento | 76         | 33         | 20         | 23         |                 | 2               | 0               | 0               | 2               |                    | -                  | -                  | -                  | -                  |             | -           | -           | -           | -           | 78     | 33     | 20     | 25     | 42,31      |             |
| 2021-mar. 2022      | Brescia          | B                | 31         | 14         | 12         | 5          | CI              | 1               | 0               | 1               | 0               | -                  | -                  | -                  | -                  | -                  | -           | -           | -           | -           | -           | 32     | 14     | 13     | 5      | 43,75      | Eson.       |
| 2022-2023           | Reggina          | B                | 38+1       | 17+0       | 4+0        | 17+1       | CI              | 1               | 0               | 0               | 1               | -                  | -                  | -                  | -                  | -                  | -           | -           | -           | -           | -           | 40     | 17     | 4      | 19     | 42,50      | 7º          |
| ott. 2023-feb. 2024 | Salernitana      | A                | 16         | 2          | 4          | 10         | CI              | 2               | 1               | 0               | 1               | -                  | -                  | -                  | -                  | -                  | -           | -           | -           | -           | -           | 18     | 3      | 4      | 11     | 16,67      | Sub., Eson. |
| 2024-2025           | Pisa             | B                | 38         | 23         | 7          | 8          | CI              | 2               | 1               | 0               | 1               | -                  | -                  | -                  | -                  | -                  | -           | -           | -           | -           | -           | 40     | 24     | 7      | 9      | 60,00      | 2º (prom.)  |
| 2025-2026           | Palermo          | B                | 0          | 0          | 0          | 0          | CI              | 1               | 0               | 1               | 0               | -                  | -                  | -                  | -                  | -                  | -           | -           | -           | -           | -           | 1      | 0      | 1      | 0      | &0,00      | in corso    |
| Totale carriera     | Totale carriera  | Totale carriera  | 342        | 145        | 96         | 101        |                 | 24              | 10              | 5               | 9               |                    | -                  | -                  | -                  | -                  |             | 2           | 1           | 0           | 1           | 368    | 156    | 101    | 111    | 42,39      |             |

### Record
- Unico calciatore della sua generazione ad essere riuscito a segnare in tutte le competizioni UEFA per club all'epoca vigenti.
- Calciatore italiano che ha segnato più gol nelle competizioni UEFA per club (70).

## Palmarès

### Giocatore

#### Club

##### Competizioni nazionali

Inzaghi (a sinistra) e Antonio Conte con il trofeo della Supercoppa italiana 1997 vinta dalla Juventus

- Campionato italiano di Serie B: 1

Piacenza: 1994-1995
- Supercoppa italiana: 3

Juventus: 1997
Milan: 2004, 2011
- Campionato italiano: 3

Juventus: 1997-1998
Milan: 2003-2004, 2010-2011
- Coppa Italia: 1

Milan: 2002-2003

##### Competizioni internazionali

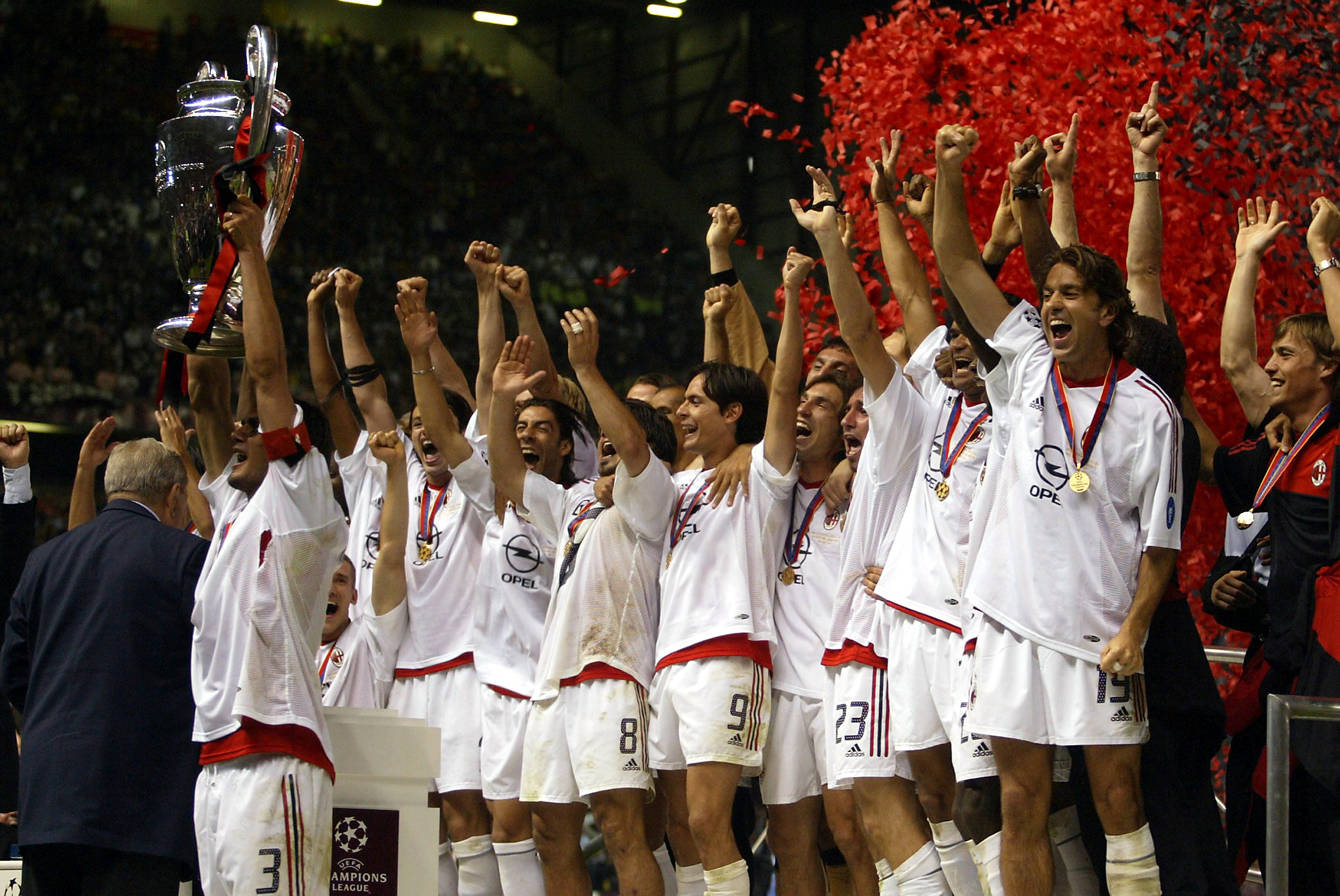
Inzaghi (n. 9) festeggia la vittoria della UEFA Champions League 2002-2003 con il Milan

- Coppa Intertoto UEFA: 1

Juventus: 1999
- UEFA Champions League: 2

Milan: 2002-2003, 2006-2007
- Supercoppa UEFA: 2

Milan: 2003, 2007
- Coppa del mondo per club: 1

Milan: 2007

#### Nazionale
- Campionato d'Europa Under-21: 1

Francia 1994
- Campionato mondiale: 1

Germania 2006

#### Individuale
- Capocannoniere della Serie A: 1

1996-1997 (24 gol)
- Oscar del calcio AIC/Gran Galà del calcio AIC: 2

Miglior giovane: 1997
Premio alla carriera: 2012
- Premio Nazionale Carriera Esemplare "Gaetano Scirea": 2007
- Miglior giocatore della finale di Champions League: 1

2007
- Globe Soccer Awards: 1

Premio alla carriera per calciatori: 2014
- Premio nazionale Andrea Fortunato: 1[167]

Premio alla carriera: 2017

### Allenatore

#### Club

##### Competizioni giovanili
- Torneo di Viareggio: 1

Milan: 2014

##### Competizioni nazionali
- Coppa Italia Lega Pro: 1

Venezia: 2016-2017
- Lega Pro: 1

Venezia: 2016-2017 (girone B)
- Campionato italiano di Serie B: 1

Benevento: 2019-2020

#### Individuale
- Panchina d'argento: 1

2019-2020

## Opere
- 300 gol (e non ho ancora finito), con Giovan Battista Olivero e Andrea Schianchi, Milano, Mondadori, 2010, ISBN 978-88-04-59651-6.
- Il momento giusto. Il calcio, la mia vita, con Giovan Battista Olivero, Milano, Cairo, 2023, ISBN 978-88-309-0286-2.